# Мико Рантанен
Мико Рантанен (фин. Mikko Rantanen — Ноусијаинен, 29. октобар 1996) професионални је фински хокејаш на леду који игра на позицијама центра и крилног нападача. 
Члан је сениорске репрезентације Финске за коју је на међународној сцени дебитовао на светском првенству 2016. године. 
Учествовао је на улазном драфту НХЛ лиге 2015. где га је као 10. пика у првој рунди одабрала екипа Колорадо аваланча. Две недеље после драфта потписао је трогодишњи уговор са Аваланчима. 